# The Clips 1993-1995
The Clips 1993 - 1995 es el primer VHS de Lacrimosa, lanzado a la venta en 1995. Este contiene los 3 videos de los álbumes Satura, Inferno, y sus "Making of".

## Lista de canciones
1. Satura
2. Schakal
3. Copycat
4. The Making of "Schakal" y "Copycat"

- Datos: Q6144250